# 별칭 분석
별칭 분석(alias analysis)은 컴파일러 이론에서 저장 위치가 두 가지 이상의 방식으로 접근될 수 있는지 확인하는 데 사용되는 기술이다. 두 포인터가 동일한 위치를 가리키는 경우 별칭 처리된다고 말한다.
별칭 분석 기술은 일반적으로 흐름 민감도와 문맥 민감도에 따라 분류된다. 이는 may-alias 또는 must-alias 정보를 결정할 수 있다. 별칭 분석이라는 용어는 특정 사례인 포인터 분석과 종종 상호 교환적으로 사용된다.
별칭 분석기는 프로그램 내 별칭 처리를 이해하는 데 유용한 정보를 만들고 계산하는 것을 목표로 한다.

## 개요
일반적으로 별칭 분석은 별개의 메모리 참조가 메모리의 동일한 영역을 가리키는지 여부를 결정한다. 이를 통해 컴파일러는 프로그램의 어떤 변수가 특정 문장에 의해 영향을 받을지 결정할 수 있다. 예를 들어, 구조체 멤버에 접근하는 다음 코드 섹션을 고려해 보자:
```
p
.
foo
 
=
 
1
;

q
.
foo
 
=
 
2
;

i
 
=
 
p
.
foo
 
+
 
3
;

```

여기에는 세 가지 가능한 별칭 사례가 있다:
1. 변수 p와 q는 별칭 처리될 수 없다 (즉, 결코 동일한 메모리 위치를 가리키지 않는다).
2. 변수 p와 q는 반드시 별칭 처리되어야 한다 (즉, 항상 동일한 메모리 위치를 가리킨다).
3. 컴파일 시점에 p와 q가 별칭 처리되는지 여부를 확실하게 결정할 수 없다.

만약 p와 q가 별칭 처리될 수 없다면, i = p.foo + 3;는 i = 4로 변경될 수 있다. 만약 p와 q가 반드시 별칭 처리되어야 한다면, i = p.foo + 3;는 i = 5로 변경될 수 있는데, 왜냐하면 p.foo + 3 = q.foo + 3이기 때문이다. 두 경우 모두, 별칭 지식으로부터 최적화를 수행할 수 있다 (다른 스레드가 동일한 위치를 업데이트하여 현재 스레드와 인터리빙될 수 없거나, 언어 메모리 모델이 명시적인 동기화 구성이 없는 경우 현재 스레드에게 즉시 보이지 않도록 해당 업데이트를 허용한다고 가정한다). 반면에, p와 q가 별칭 처리되는지 여부가 알려지지 않으면, 어떤 최적화도 수행할 수 없으며 결과를 얻기 위해 전체 코드가 실행되어야 한다. 두 메모리 참조는 별칭 처리가 알려지지 않은 경우 may-alias 관계를 갖는다고 말한다.

## 별칭 분석 수행
별칭 분석에서 우리는 프로그램의 메모리를 별칭 클래스로 나눈다. 별칭 클래스는 서로 별칭 처리될 수 없는 위치들의 분리된 집합이다. 여기서는 여기서 수행되는 최적화가 프로그램의 저수준 중간 표현에서 발생한다고 가정한다. 즉, 프로그램이 이진 연산, 점프, 레지스터 간 이동, 레지스터에서 메모리로 이동, 메모리에서 레지스터로 이동, 분기, 함수 호출/반환으로 컴파일되었다는 의미이다.

### 타입 기반 별칭 분석
컴파일되는 언어가 타입 안전하고, 컴파일러의 타입 검사기가 정확하며, 언어가 지역 변수를 참조하는 포인터를 생성하는 기능이 부족하다면 (예: ML, 하스켈, 또는 자바), 유용한 최적화를 수행할 수 있다. 두 메모리 위치가 다른 별칭 클래스에 있어야 한다고 아는 많은 경우가 있다:
1. 서로 다른 타입의 두 변수는 동일한 별칭 클래스에 있을 수 없다. 이는 강타입, 메모리 참조가 없는 (즉, 메모리 위치에 대한 참조를 직접 변경할 수 없는) 언어의 속성상 서로 다른 타입의 두 변수가 동시에 동일한 메모리 위치를 공유할 수 없기 때문이다.
2. 현재 스택 프레임에 로컬로 할당된 메모리는 이전 스택 프레임의 어떤 할당과도 동일한 별칭 클래스에 있을 수 없다. 이는 새로운 메모리 할당이 다른 모든 메모리 할당과 분리되어야 하기 때문이다.
3. 각 레코드 타입의 각 레코드 필드는 일반적으로 자체 별칭 클래스를 갖는다. 이는 타이핑 규율이 일반적으로 동일한 타입의 레코드만 별칭 처리되도록 허용하기 때문이다. 특정 타입의 모든 레코드가 메모리에 동일한 형식으로 저장되므로, 필드는 자체적으로만 별칭 처리될 수 있다.
4. 마찬가지로, 주어진 타입의 각 배열은 자체 별칭 클래스를 갖는다.

코드에 대한 별칭 분석을 수행할 때, 메모리에 대한 모든 로드 및 스토어는 해당 클래스로 레이블이 지정되어야 한다. 그러면 {\displaystyle i,j} 별칭 클래스를 갖는 메모리 위치 {\displaystyle A_{i}}와 {\displaystyle B_{j}}가 주어졌을 때, {\displaystyle i=j}이면 {\displaystyle A_{i}}는 {\displaystyle B_{j}}와 may-alias 관계를 가지며, {\displaystyle i\neq j}이면 메모리 위치는 별칭 처리되지 않는다는 유용한 속성을 갖게 된다.

### 흐름 기반 별칭 분석
흐름 기반 분석은 참조 또는 타입 캐스팅이 있는 언어의 프로그램에 적용될 수 있다. 흐름 기반 분석은 타입 기반 분석을 대신하거나 보완하는 데 사용될 수 있다. 흐름 기반 분석에서 새로운 별칭 클래스는 각 메모리 할당에 대해, 그리고 주소가 사용된 모든 전역 및 지역 변수에 대해 생성된다. 참조는 시간이 지남에 따라 하나 이상의 값을 가리킬 수 있으므로 하나 이상의 별칭 클래스에 속할 수 있다. 이는 각 메모리 위치가 단일 별칭 클래스 대신 별칭 클래스 집합을 갖는다는 것을 의미한다.

## 같이 보기
- 이스케이프 분석
- 포인터 분석
- 형태 분석